# Zeraq
Zeraq (persiska: زرق, زَرَّق, زَرَق, زارِه, زَر, زَرِّه, زَرَغ) är en ort i Iran.   Den ligger i provinsen Hamadan, i den nordvästra delen av landet, 220 km väster om huvudstaden Teheran. Zeraq ligger 1 605 meter över havet och antalet invånare är 205.
Terrängen runt Zeraq är huvudsakligen platt, men åt sydost är den kuperad. Runt Zeraq är det ganska tätbefolkat, med 192 invånare per kvadratkilometer. Närmaste större samhälle är Fāmenīn, 18,6 km väster om Zeraq. Trakten runt Zeraq består i huvudsak av gräsmarker.